# Classe Kolkata
La classe Kolkata (Projet 15A) est une classe de trois destroyers lance-missiles furtifs guidés construite pour la marine indienne. 
La classe comprend trois navires — Kolkata, Kochi et Chennai — tous construits par Mazagon Dock Limited (MDL) en Inde. Ce sont les plus gros destroyers exploités par la marine indienne. En raison de retards dans leur construction et d'un problème constaté lors des essais en mer, la date de mise en service initiale du premier navire de la classe a été repoussée de 2010 à 2014 Le dernier navire mis en service est le Chennai, en novembre 2016.
Les destroyers font suite à la classe Delhi (Projet 15). Ils sont beaucoup plus performants du fait des améliorations majeures apportées lors de la conception, comme l'ajout de capacités d'attaque au sol importantes, de capteurs et de systèmes d'armes modernes.

## Développement
En 1986, le Comité du Cabinet chargé des affaires politiques (CCPA) approuve une classe devant être dans la continuité du Project 15 Delhi. L'objectif est que la classe inclue un niveau plus élevé de capacités en matière de défense aérienne, d'attaque terrestre, anti-sous-marine et anti-navire par rapport à la classe précédente. Cependant, la marine indienne n'a pas initialement choisi l'option. En 2000, la marine indienne repense la classe Kolkata pour y intégrer des technologies encore plus avancées (y compris les caractéristiques de furtivité modernes) et en mai de cette année, la construction a été approuvée. Le concept et la fonction du projet 15A ont été définis par la direction de la conception navale de la marine, tandis que la conception détaillée a été mise au point par Mazagon Dock Limited (MDL),,.
Dans un premier temps en 2008, le coût total du programme avec des pièces de rechange à long terme devrait coûter 550 millions de dollars mais les coûts de construction ont dérivé jusqu'à 225 % et en 2011, le coût du programme est allé jusqu'à 1,7 milliard de dollars, chaque navire coûtant 560 millions de dollars. Le ministre de la Défense, Antony AK, a évoqué les causes suivantes : retard dans l'approvisionnement en acier de qualité militaire pour les navires de guerre, augmentation du coût des spécialistes russes due à l'inflation pendant la période de construction, révision des salaires prévue en octobre 2003 et retard dans la finalisation du coût des armes et des équipements capteurs. Un rapport du contrôleur et vérificateur général de l'Inde publié en 2010 a blâmé la marine pour ses retards, critiquant les décisions tardives de remplacement du système de missile sol-air par Barak, le changement de monture du canon, l'inclusion d'un dôme sonar et la modification du hangar d'hélicoptère pour accueillir HAL Dhruv,.

## Construction
La construction de trois navires de la classe Kolkata a été approuvée par le Gouvernement indien en mai 2000 et l'acier utilisé pour le navire principal a été coupé en mars 2003. La construction a débuté en septembre 2003 aux quais Mazagon, à Mumbai, avec l'attente initiale que le premier de la classe soit remis à la marine d'ici 2010. Cependant, depuis cette date, la classe Kolkata a subi des retards répétés, des procédures de construction lentes et des problèmes techniques. Ceux-ci ont entraîné l'entrée en service du premier navire de la classe à la mi-2014. Les retards dans le programme de construction ont été attribués aux modifications persistantes de la conception de la marine indienne visant à incorporer de nouveaux systèmes d'armes et de nouveaux capteurs, à l'incapacité d'un chantier naval ukrainien de livrer les hélices et les arbres du navire et à l'attribution ultérieure du contrat à une entreprise russe et enfin le retard dans la livraison des missiles antiaériens Barak 8, qui sont encore en phase d'achèvement avec Israël Aerospace Industries et l'Organisation de recherche et de développement pour la défense.
Les destroyers de la classe Kolkata sont les plus grands destroyers jamais construits à Mazagon Docks et à partir de 2013, les trois navires de la classe ont été lancés et sont en train d'être équipés. Des problèmes techniques ont été constatés lors des essais en mer du navire de tête INS Kolkata, qui ont retardé le projet de six mois jusqu'au début de 2014

## Description
La classe Kolkata partage des dimensions similaires à la classe précédente Delhi mais elle comporte 2 363 modifications, notamment des améliorations majeures en armement, capteurs et systèmes d'hélicoptères. Avec un déplacement standard de 6 800 t et un déplacement à pleine charge de 7 400 t, ce sont les plus grands destroyers jamais exploités par la marine indienne. Certains reportages ont même annoncé un déplacement de 7 500 t à pleine charge. Ce sont les premiers destroyers furtifs construits par l'Inde et ils marquent un développement important de la technologie indienne de la construction navale. Les navires intégreraient des armes et des capteurs modernes et disposeraient d'une suite avancée dans la guerre de l'information, d'un système de contrôle auxiliaire doté d'une architecture de distribution d'énergie sophistiquée et de quartiers modulaires pour les équipages.

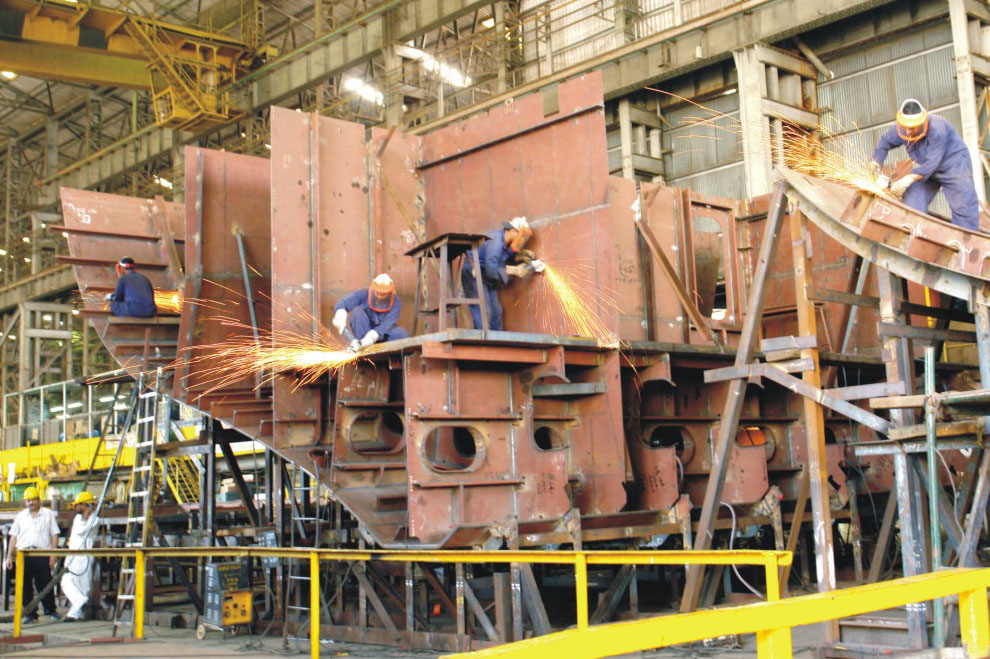
Section de la 3e unité de la classe Kolkata - Coque d'un destroyer 15A en construction au chantier naval Mazagon

La classe a une longueur de 163 m, un maitre-bau de 17,4 m un tirant d'eau de 6,5 m. La puissance et la propulsion du navire comprennent un système de gaz utilisant quatre turbines à gaz réversibles DT-59. Cette configuration permet au navire d'atteindre des vitesses supérieures à 30 nœuds. Les installations aéronautiques comprennent un grand poste de pilotage, conçu pour accueillir des hélicoptères plus gros que ceux de la classe Delhi ainsi qu' un hangar fermé pouvant accueillir jusqu'à deux hélicoptères maritimes.

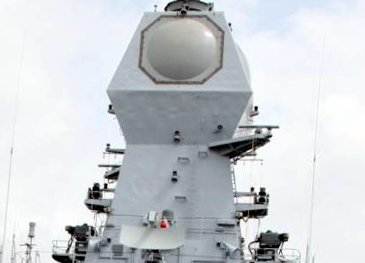
L' EL / M-2248 MF-STAR AESA est le premier radar de la classe Kolkata

Le capteur radar principal de la classe est l'AESA multi-missions MF / STAR EL / M-2248. Il est également équipé du radar de recherche de volume à longue portée Thales LW-08 et du radar de surveillance STAR en bande S EL / M-2238 d'Israël Aerospace Industries. Un sonar HUMSA-NG (système de sonar monté sur coque - nouvelle génération) monté sur la proue est utilisé pour la surveillance en profondeur.
Le principal armement de défense antiaérienne du navire est composé de deux systèmes de lancement vertical (VLS) à 4 x 8 cellules permettant de placer jusqu'à 32 missiles de défense aérienne Barak 8 (moyenne / longue portée). En outre, quatre AKWS-630 CIWS sont présents pour la défense rapprochée.

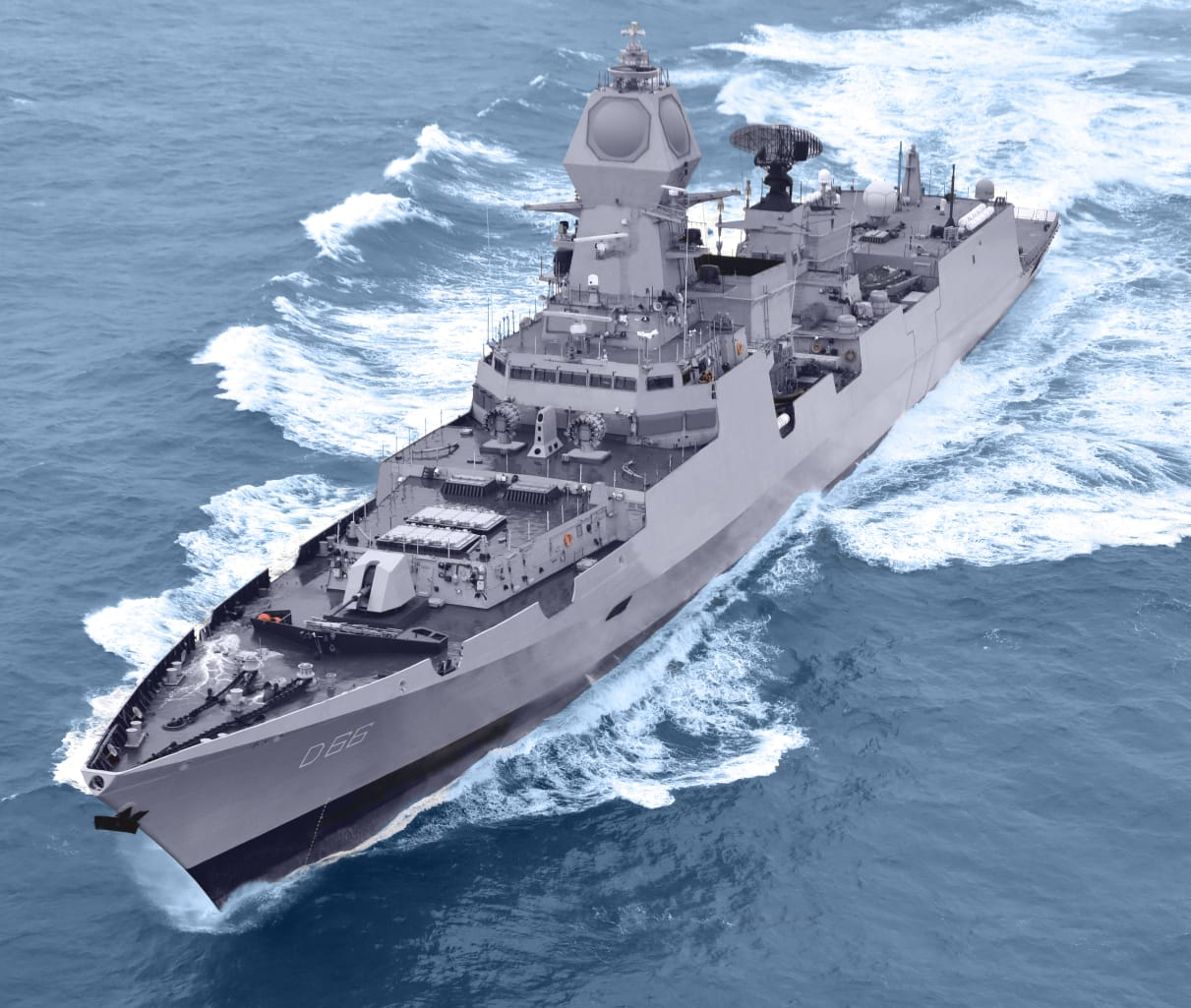
Successeur de la classe Visakhapatnam

Les missiles supersoniques BrahMos anti-navires et d'attaque terrestre constituent le principal armement offensif de la classe Kolkata. Les missiles BrahMos sont intégrés dans un module de lanceur universel vertical (UVLM) à 16 cellules contenant un missile par silo de lancement ; les 16 missiles peuvent être tirés en salve. L'armement le plus distinctif et le plus remarquable de la classe de Kolkata est peut-être son canon de 76 mm situé en avant du pont. Le canon de 76 mm offre une capacité anti-expédition limitée et une capacité anti-aérienne en plus de son rôle de soutien au tir de pour les opérations terrestres. Pour la guerre anti-sous-marine, la classe Kolkata est équipée d'un système de lancement de torpilles composé de quatre tubes lance-torpilles et de deux lance-roquettes anti-sous-marins RBU-6000. Les applications de commande et de contrôle modulaires électroniques (EMCCA) Mk4 de BEL assurent la gestion du combat.
Quatre millions de lignes de codes ont été écrites pour développer le système avancé de gestion du combat à bord de l'INS Kochi. Le système est conçu pour que toutes les données relatives à la menace environnante soient rassemblées au même endroit, avec une analyse du type de menace. Le système informe également le commandant du type d'armes qu'il devrait utiliser pour faire face à la menace en temps réel. Le navire est équipé de réseaux numériques sophistiqués, tels que le réseau intégré de données du navire (AISDN), le système de gestion de combat (CMS), le système de gestion automatique de l'énergie (APMS) et le système de contrôle auxiliaire (ACS). L'AISDN est l'autoroute de l'information sur laquelle les données de tous les capteurs et de toutes les armes circulent. Le CMS est utilisé pour intégrer des informations provenant d'autres plates-formes à l'aide d'un système de liaison de données autochtone afin de fournir une connaissance du domaine maritime. La gestion complexe de l'alimentation électrique est effectuée à l'aide de APMS, tandis que le contrôle et la surveillance à distance des machines sont assurés par l'ACS.

## Navires de la classe

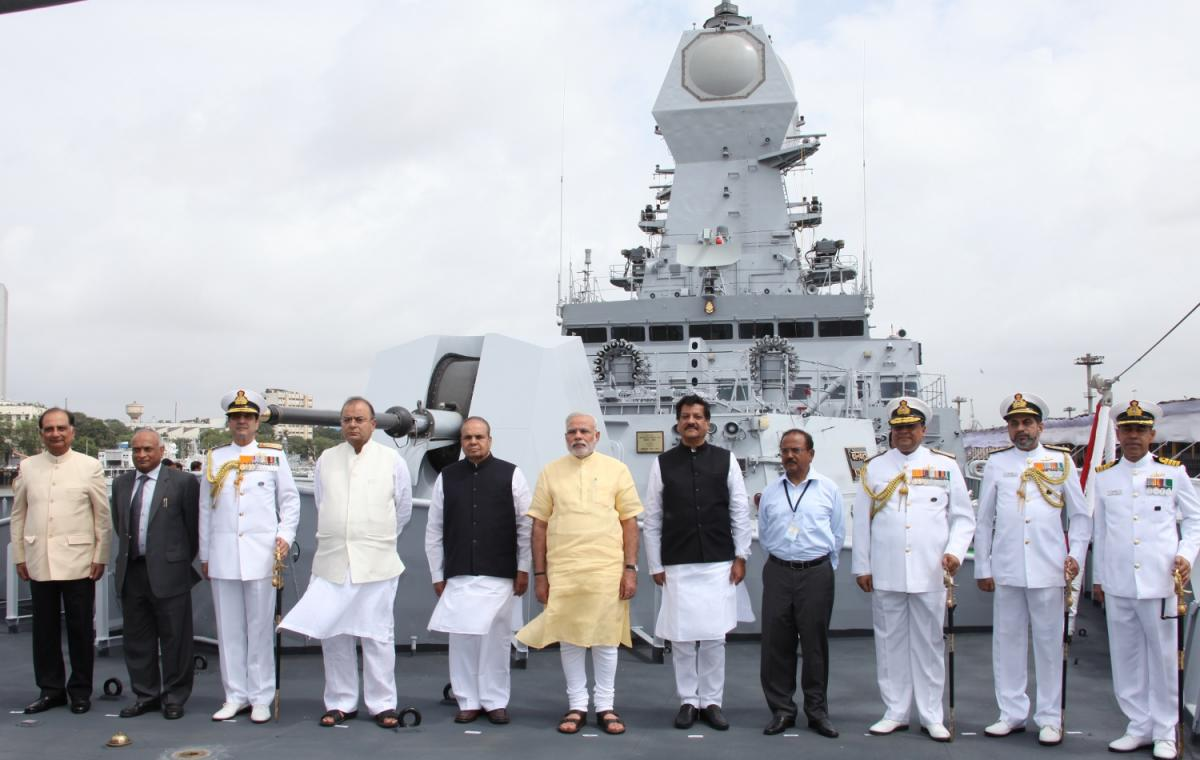
Cérémonie de mise en service de l'INS Kolkata

| prénom      | Fanion | Yard No. | Constructeur         | Couché            | Lancé             | Commandé          | Port d'attache | Statut |
| ----------- | ------ | -------- | -------------------- | ----------------- | ----------------- | ----------------- | -------------- | ------ |
| INS Kolkata | D63    | 701:4    | Mazagon Dock Limited | 26 septembre 2003 | 30 mars 2006,     | 16 août 2014      | Mumbai         | actif  |
| INS Kochi   | D64    | 702      | Mazagon Dock Limited | 25 octobre 2005   | 18 septembre 2009 | 30 septembre 2015 | Mumbai         | actif  |
| INS Chennai | D65    | 703      | Mazagon Dock Limited | 21 février 2006   | 1er avril 2010    | 21 novembre 2016  | Mumbai         | actif  |

### Liens vidéo
- [vidéo] « INS Kolkata », sur YouTube